# Ekmanianthe longiflora
Ekmanianthe longiflora là một loài thực vật có hoa trong họ Chùm ớt. Loài này được (Griseb.) Urb. mô tả khoa học đầu tiên năm 1924.